# دانشگاه کارابوک
دانشگاه کارابوک، در سال ۲۰۰۷ به عنوان دانشگاه دولتی در شهر کارابوک کشور ترکیه تأسیس گردید.
زبان تدریس این دانشگاه ترکی و انگلیسی بوده و بالغ بر ۴۲۰۰۰ دانشجو در آن مشغول به تحصیل می‌باشند. دانشگاه کارابوک دارای ۱۴ دانشکده، ۳ مدرسه عالی، ۳ مدرسه عالی تخصصی و ۴ انیستیتو است. ار رشته‌های مهم آن می‌توان به ادبیات، علوم فنی، هنرهای زیبا، اقتصاد و مدیریت، الهیات، اداره و مدیریت، مهندسی، علوم تکنیکی و پزشکی اشاره کرد.